# Viburnum edule
Viburnum edule, tiếng Anh gọi là squashberry, mooseberry, là loài cây bụi nhỏ thuộc họ Adoxaceae.

## Hình ảnh

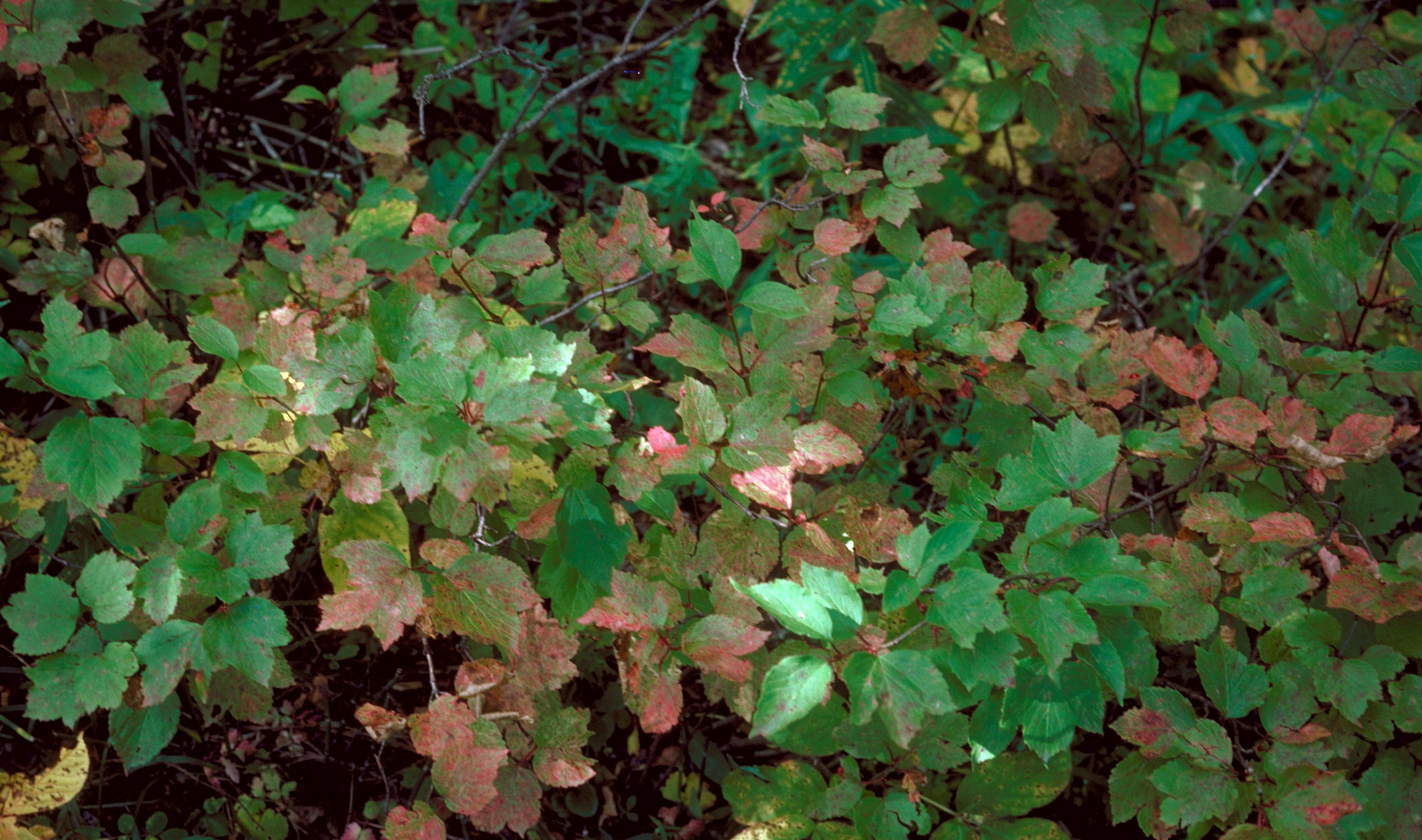
Tán lá
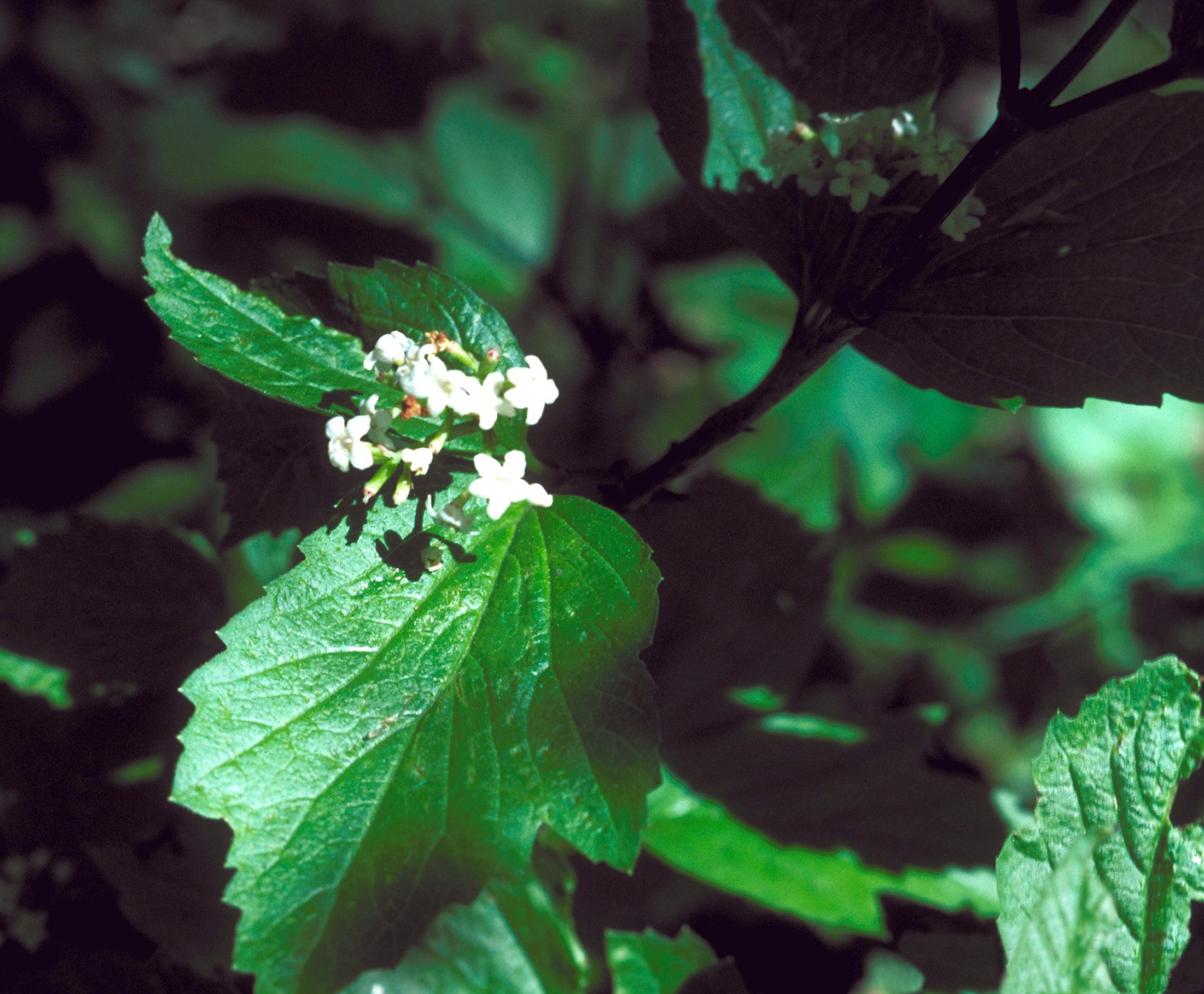
Hoa